# Nedžad Limić
Nedžad Limić (Karlovac, 3. rujna 1936.), hrvatski je fizičar i matematičar, umirovljeni profesor

## Životopis
Nedžad Limić rođen je u Karlovcu 1936. godine. Doktorirao je matematiku u Zagrebu 1964. godine.
Radio je kao matematičar na Institutu Ruđer Bošković u Zagrebu, zatim u Trstu u Međunarodnom centru teorijske fizike 1964. – 66. kao gost predavač, kao gost predavač na Institutu za napredne studije na Princetonu 1968. – 70., Brodarskom institutu u Zagrebu i zagrebačkom PMF-u. Limić se najviše bavi teorijom raspršenja u kvantnoj mehanici, problemima vibracije tijela u tekućini, primjenom teorije grupa u fizici, matematičkim metodama teorijske fizike, diferencijalnim jednadžbama, matematičkim modelima prijevoza i Monte Carlo simulacijama.
Bio član stručnjačkih misija Međunarodne agencije za atomsku energiju iz Beča. Član misija koje su proučavale posljedice Černobilske eksplozije u Obninsku i Kijevu u Ukrajini, 1990. godine te u misiji koja je mapirala geološka polja u Kingstonu na Jamajci, proljeća 1986. i ljeta 1988. godine.
Sudionik i potpisnik inicijative grupe od 555 znanstvenika, umjetnika i pedagoga, uključujući 123 akademika, za srednjoeuropski model hrvatskog školstva, sastavljene 2003. godine.
Član Hrvatskog matematičkog društva.

## Djela
- On oscillation problems in fluidoelasticity, Zagreb Brodarski Inst., 1972.[5]
- Linearno i nelinearno programiranje, Informator, Zagreb, 1978., (suautori: Husein Pašagić, Čedomir Rnjak)
- Monte Carlo simulacije slučajnih veličina, nizova i procesa, Element, Zagreb, 2002. (2. izd. 2005.; engl. prijevod Monte Carlo simulations of random variables, sequences and processes, Element, Zagreb, 2009.[6])

## Vanjske poveznice
- Radovi Nedžada Limića